# Kamenná Horka (Krásná Lípa)
Kamenná Horka (německy Steinhübel) je malá vesnice, část města Krásná Lípa v okrese Děčín. Nachází se asi 1,5 km na západ od Krásné Lípy. Je zde evidováno 51 adres. V roce 2011 zde trvale žilo 26 obyvatel.
Kamenná Horka leží v katastrálním území Krásný Buk o výměře 2,21 km².

## Historie
První písemná zmínka o obci pochází z roku 1787.
Do poloviny 20. století tvořili obyvatelstvo obce čeští Němci. Po druhé světové válce byli němečtí starousedlíci vysídleni a obec se takřka úplně vylidnila.

## Obyvatelstvo
|                                                                      | 1869 | 1880 | 1890 | 1900 | 1910 | 1921 | 1930 | 1950 | 1961 | 1970 | 1980 | 1991 | 2001 | 2011 |
| -------------------------------------------------------------------- | ---- | ---- | ---- | ---- | ---- | ---- | ---- | ---- | ---- | ---- | ---- | ---- | ---- | ---- |
| Obyvatelé                                                            | 315  | 386  | 351  | 327  | 301  | 256  | 260  | 69   | 53   | 40   | 26   | 18   | 18   | 26   |
| Domy                                                                 | 37   | 50   | 51   | 53   | 51   | 50   | 51   | 46   | .    | 11   | 10   | 24   | 34   | 31   |
| Počet domů z roku 1961 je zahrnut v domech místní části Krásná Lípa. |      |      |      |      |      |      |      |      |      |      |      |      |      |      |

## Pamětihodnosti
- řada zachovalých staveb lidové architektury (podsádkové domy)
- Köglerův kříž z roku 1792 (replika)[7]